# Ніклас Скоог
Ніклас Скоог (швед. Niklas Skoog, нар. 15 червня 1974, Гетеборг) — колишній шведський футболіст, що грав на позиції нападника.
Виступав, зокрема, за клуб «Мальме», з яким став чемпіоном Швеції, а також національну збірну Швеції.

## Клубна кар'єра
Народився 15 червня 1974 року в місті Гетеборг. Вихованець юнацької команди «Вестра Фрелунда».
У дорослому футболі дебютував 1991 року виступами за команду клубу «Вестра Фрелунда», в якій провів п'ять сезонів, взявши участь у 81 матчі чемпіонату, а у сезоні 1995 з 17 голами став найкращим бомбардиром чемпіонату. Проте ці голи не допомогли клубу зберегти прописку в еліті і наступний сезон він змушений був починати в нижчий лізі.
Згодом з 1996 по 1999 рік грав у складі німецьких клубів «Дуйсбург» та «Нюрнберг», проте закріпитись в Бундеслізі не зумів і 2000 року повернувся назад в Швецію, де став гравцем «Еребру».
Своєю грою за останню команду привернув увагу представників тренерського штабу клубу «Мальме», до складу якого приєднався 2001 року як заміна Златана Ібрагімовича, що був проданий амстердамський «Аякс». Відіграв за команду з Мальме наступні вісім сезонів своєї ігрової кар'єри. У складі «Мальме» був одним з головних бомбардирів команди, маючи середню результативність на рівні 0,44 голу за гру першості і в сезоні 2003 року вдруге в своїй кар'єрі став найкращим бомбардиром чемпіонату. А у наступному році допоміг клубу вперше за 16 років виграти чемпіонат.
Влітку 2008 року був відданий в оренду в клуб другого шведського дивізіону «М'єльбю», де грав до кінця року. Повернувшись до «Мальме», в березні 2009 року оголосив про завершення кар'єри.

## Виступи за збірні
Залучався до складу молодіжної збірної Швеції. На молодіжному рівні зіграв у 14 офіційних матчах, забив 10 голів.
2002 року дебютував в офіційних матчах у складі національної збірної Швеції. Протягом кар'єри у національній команді, яка тривала усього 3 роки, провів у формі головної команди країни 9 матчів, забивши 4 голи.

## Титули і досягнення

### Командні
- Чемпіон Швеції (1):

«Мальме»: 2004

### Особисті
- Найкращий бомбардир чемпіонату Швеції: 1995 (17 голів), 2003 (22 голи)